# Cerro Bonete, Bolivia
Cerro Bonete är ett berg i Bolivia.   Det ligger i departementet Potosí, i den södra delen av landet, 300 km söder om huvudstaden Sucre. Toppen på Cerro Bonete är 5 655 meter över havet.
Terrängen runt Cerro Bonete är kuperad åt sydväst, men åt nordost är den bergig. Cerro Bonete är den högsta punkten i trakten. Trakten runt Cerro Bonete är nära nog obefolkad, med mindre än två invånare per kvadratkilometer.. Närmaste större samhälle är San Pablo de Lipez, 16,1 km väster om Cerro Bonete. 
Omgivningarna runt Cerro Bonete är i huvudsak ett öppet busklandskap.